# Adam Shankman
Adam Michael Shankman (Los Angeles, 27 de novembro de 1964) é um diretor, produtor, dançarino, autor, ator e coreógrafo estadunidense. Ele é mais conhecido por ser um dos jurados do programa So You Think You Can Dance desde a terceira temporada. Iniciou sua carreira como teatrista, mas tornou-se coreógrafo pouco tempo depois. Apareceu em clipes de Paula Abdul e Janet Jackson. Dirigiu inúmeros filmes, com destaque para A Walk to Remember, Bringing Down the House e Hairspray. Ele é abertamente gay.

## Biografia
Shankman nasceu em Los Angeles e cresceu em Brentwood, em uma família judia de classe média alta. Sua mãe é terapeuta, e seu pai, um advogado que trabalhava no ramo do entretenimento. Além disso, tem uma irmã, Jennifer Gibgot.

## Carreira como coreógrafo
Aos 18 anos, Shankman começou a dançar. Mesmo que nunca tenha tido aulas de dança, foi aceito na Juilliard School.
Shankman iniciou sua carreira ao participar do elenco de uma performance de West Side Story em um teatro de Detroit. Em sequência, ele participou como dançarino do videoclipe da música Alright de Janet Jackson e iniciou sua carreira como coreógrafo.

## Carreira como diretor
Adam Shankman dirigiu filmes musicais e comédias com estrelas de cinema, como The Wedding Planner, Bringing Down the House, The Pacifier, Bedtime Stories, Hairspray, Rock of Ages, What Men Want e Disenchanted.

## So You Think You Can Dance
Shankman foi jurado e coreógrafo entre as temporadas 3 a 10 do reality show So You Think You Can Dance de Fox Broadcasting Company. Shankman utilizou o termo "hip hop lírico" para descrever o estilo de dança associado à dupla Nappytabs, na quarta temporada do programa. O termo é popularmente creditado a Shankman.